# Biblioteca Diego Echavarría Misas
La Biblioteca Diego Echavarría Misas, Centro Cultural y Educativo, es una biblioteca colombiana ubicada en Itagüí, Antioquia. Fue fundada por Diego Echavarría Misas y Benedikta zur Nieden, quienes donaron una colección de 5.000 libros, el 13 de mayo de 1945 con el propósito de contribuir al mejoramiento del nivel cultural del municipio.
La sede actual fue inaugurada en 1987 junto al que hoy es el Parque Obrero, tras lo cual la sede original pasó a funcionar como auditorio.